# Micetofílids
Els micetofílids (Mycetophilidae) són una família de petits dípters nematòcers de l'infraordre dels bibionomorfs. El seu nom fa referència al fet que les seves larves s'alimenten dels carpòfors o les espores o hifes dels fongs (incloent els bolets comestibles com els rovellons). De vegades els adults formen densos eixams. Segons les darreres estimacions conté 233 gèneres i 4525 espècies.
Els adults es caracteritzen per tenir el tòrax molt geperut i sovint les potes amb espines.

## Bioluminescència
Al voltant d'una dotzena d'aquests dípters presenten bioluminiscència. En algunes espècies la bioluminiscència està restringida a les seves larves però en altres es presenta en l'estadi de pupa o en les adults. No són micetofílids en sentit estricte sinó que pertanyen a la família dels Keroplatidae.

## Registre fòssil
Els Mycetophilidae estan representats en l'ambre des del període Cretaci.

## Taxonomia
Unes 800 espècies (incloent algunes de les espècies bioluminescents) han estat separades per Tuomikoski el 1966 i ubicades a la família Keroplatidae. Els Mycetophilidae sensu lato contenen uns 330 gèneres. Aquests inclouen:
- Acadia
- Acnemia
- Acomoptera
- Acomopterella
- Acrodicrania
- Adicroneura
- Aglaomyia
- Allactoneura
- Allocotocera
- Allodia
- Allodiopsis
- Anaclileia
- Anatella
- Aneura
- Anomalomyia
- Apolephthisa
- Arachnocampa
- Asindulum
- Aspidionia
- Ateleia
- Austrosciophila
- Austrosynapha
- Azana
- Baeopterogyna
- Boletina
- Bolitophila
- Brachypeza
- Brevicornu
- Caladonileia
- Cawthronia
- Cerotelion
- Clastobasis
- Coelophthinia
- Coelosia
- Cordyla
- Creagdhubhia
- Cycloneura
- Diadocidia
- Ditomyia
- Docosia
- Drepanocercus
- Dynatosoma
- Dziedzickia
- Ectrepesthoneura
- Epicypta
- Euceroplatus
- Eudicrana
- Exechia
- Exechiopsis
- Fenderomyia
- Garrettella
- Gnoriste
- Gracilileia
- Greenomyia
- Grzegorzekia
- Hadroneura
- Hesperodes
- Heteropterna
- Impleta
- Indoleia
- Keroplatus
- Leia
- Leptomorphus
- Loicia
- Lygistorrhina
- Macrobrachius
- Macrocera
- Macrorrhyncha
- Manota
- Megalopelma
- Megophthalmidia
- Micromacrocera
- Monoclona
- Morganiella
- Mycetophila
- Mycomya
- Myrosia
- Neoallocotocera
- Neoaphelomera
- Neoclastobasis
- Neoempheria
- Neotrizygia
- Neuratelia
- Notolopha
- Novakia
- Orfelia
- Palaeodocosia
- Paleoplatyura
- Paracycloneura
- Paraleia
- Paramorganiella
- Paratinia
- Paratrizygia
- Parvicellula
- Phoenikiella
- Phronia
- Phthinia
- Platurocypta
- Platyura
- Polylepta
- Pseudalysiina
- Pseudexechia
- Pseudobrachypeza
- Pseudorymosia
- Rondaniella
- Rymosia
- Saigusaia
- Sceptonia
- Sciophila
- Sigmoleia
- Speolepta
- Stenophragma
- Sticholeia
- Stigmatomeria
- Symmerus
- Synapha
- Synplasta
- Syntemna
- Tarnania
- Tasmanina
- Taxicnemis
- Tetragoneura
- Trichonta
- Trichoterga
- Trizygia
- Xenoplatyura
- Zygomyia
- Zygophronia

## Galeria

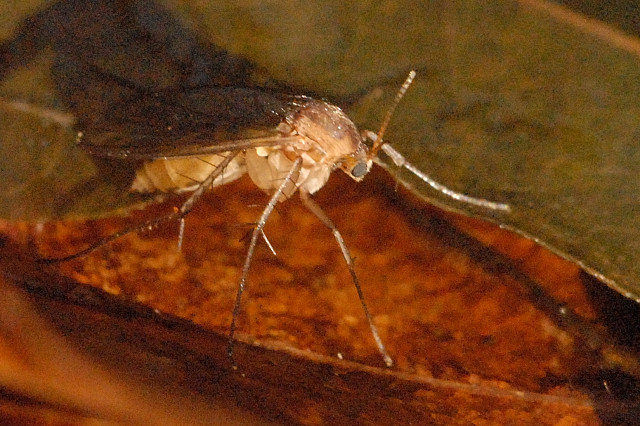
Mycetophila fungorum (De Geer, 1776)
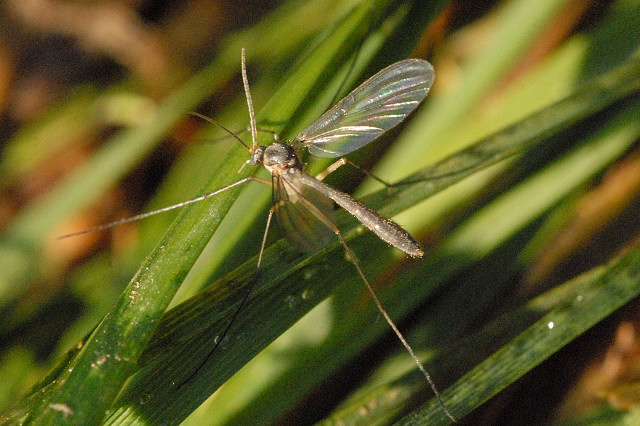
Neoempheria pictipennis (Haliday, 1833)
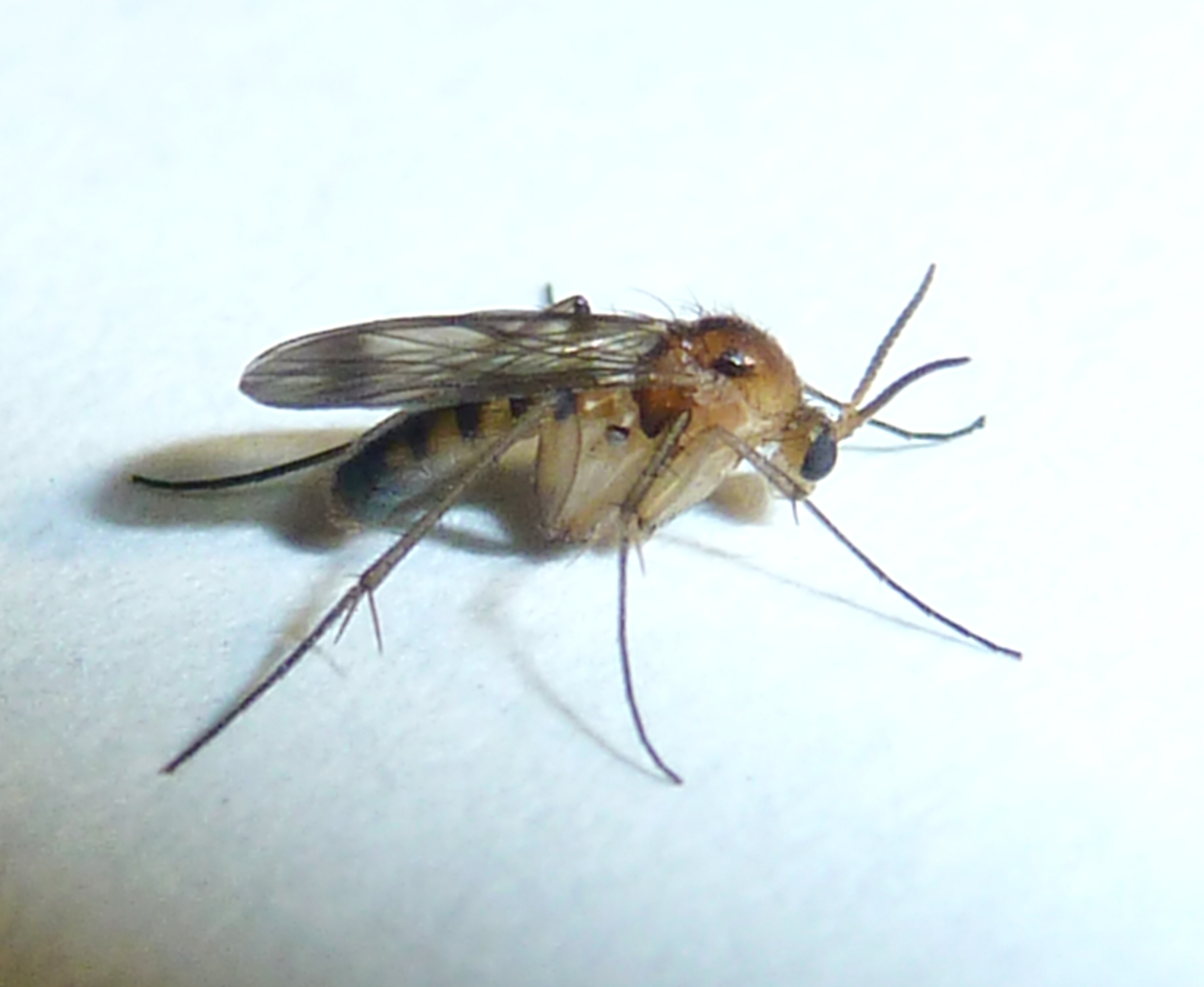
Mycetophila sp.
- Leia sp., mascle
- Sceptonia sp.
- larva (Keroplatidae)

## Catàlegs
- Evenhuis, N. L. 2006. Catalog of the Keroplatidae of the World (Insecta: Diptera). Bishop Museum Bulletin in Entomology 13. Bishop Museum Press, Honolulu. 1–178.Online here